# 여수광양항만공사
여수광양항만공사(麗水光陽港灣公社, Yeosu Gwangyang Port Authority)는 여수·광양항의 운영과 유지·보수 등의 업무를 담당하기 위하여 설립된 대한민국 해양수산부 산하의 항만 분야 공공기관이다. 기존의 한국컨테이너부두공단이 폐지되면서 설립되었다. 부산항만공사, 인천항만공사, 울산항만공사에 이어 4번째로 설립된 항만공사로 대한민국 내 2위 규모이다. 인력은 사장, 본부장 2인 등 3인의 임원을 포함한 총 83인이다. 전라남도 광양시 항만대로 465 월드마린센터에 위치하고 있다. 제3대 사장은 방희석(房熙錫)이다.

## 설립 근거
- 항만공사법[4]

## 연혁
- 1990년 4월 3일 한국컨테이너부두공단 설립
- 2011년 8월 19일 여수광양항만공사 출범

## 조직
- 항만위원회
  - 감사위원회

### 사장
- 인재육성팀
- 감사팀

#### 경영본부
- 기획조정실
- 경영지원팀
- 재무회계팀
- 미래사업팀
- 가치경영팀

#### 운영본부
- 항만운영팀
- 물류단지팀
- 글로벌마케팅팀
- 항만개발팀
- 항만시설팀
- 여수사업소

## 사건·사고 및 논란

### 항만공사 설립 논란
2011년 3월 3일 전남 여수시의회는 건의문을 통해 “1조2000억원의 부채를 포괄 승계하는 여수·광양항만공사의 설립 여부는 항만 공사법에 의해 정부 주도로 국가 정책으로 결정돼야 함에도 의원발의 입법에 의한 한국컨테이너부두공단법의 폐지를 통해 추진하는 것은 구차스러운 방법”이라며 배경을 의심했다.
2011년 3월 10일 국회 국토해양위 법안 심사 소위원회에서 한국컨테이너부두공단 폐지안을 잠정 유보키로 결정한데 이어 추후 여수·광양 지역 사회의 여론 수렴 후 재검토키로 했다. 국정 감사 및 감사원 감사 지적, 여수시의회의 수차례 반대 결의안 채택, 여수시민사회단체의 간담회 개최 등 지역 사회의 집단 행동 및 반대여론을 의식, 재검토의 필요성이 대두된 것 때문으로 알려졌다.
2011년 4월 사단법인 여수지역발전협의회 등 191개 여수시민사회단체는 공동 성명서를 통해 “컨 공단의 부채를 전부 떠안은 여수·광양항만공사 설립은 광양만권 경제에 아무런 도움을 주지 못하기 때문에 전면 재검토돼야 한다”며 반대 움직임을 보였다. 1조원이 넘는 컨 공단의 부채를 항만공사가 떠안으면 1년에 원리금을 1000억원 이상 상환해야 하며 연간 400억~500억원의 수입으로 공사를 운영할 수 없어 지방자치단체와 항만 이용자들의 부담으로 돌아오게 된다는 것이다.
2011년 4월 29일 제299회 국회본회의에서 컨테이너부두공단법이 폐지됨에 따라 2011년 8월 여수광양항만공사가 출범하게 되었다.

### 광양상공회의소 사무실 특혜 논란
2012년 4월 21일 광양상공회의소의 사무실 사용 요청에 따라 여수광양항만공사 측이 공실이던 월드마린센터 8층을 무상 임대하였다. 이는 항만공사가 월드마린센터에 입주한 13개 기관·단체·업체 가운데 8개에 대해서는 평당 9만 9,300원의 임대료를 내도록 하고 있어 특혜 논란이 발생하였다.
이에 대해 여수광양항만공사 측은 "광양항 물동량 창출 등 항만 운영에 필요하면 임대료를 감면할 수 있다는 시행 규칙에 따른 것"이라며 "2년 뒤에는 임대료를 받는 한시적 면제"라고 전했다. 반면 김효수 광양상공회의소 회장은 동년 5월 24일 월드마린센터 14층 대회의실에서 열린 '제7차 임시 의원 총회'에서 "이상조 여수광양항만공사 사장이 광양상공회의소가 정상화될 때까지 2년간 있으라고 해서 부담없이 오게 됐다"며 "무상 임대가 끝나는 2년 뒤에도 광양상의가 제대로 안 풀렸을 경우 임대료를 어떻게 할 것인지 이 사장에게 물어보기도 했다"고 말해 2년 뒤에도 무상 임대를 타진할 가능성을 열어놔 여수광양항만공사 측 입장과 대조를 나타냈다.

## 같이 보기
- 부산항만공사
- 울산항만공사
- 인천항만공사
- 경기평택항만공사
- 여수지방해양항만청